# حبوة املوص (المضاربة والعارة)

تعديل مصدري - تعديل

حبوة املوص هي إحدى قرى عزلة المضاربة بمديرية المضاربة والعارة التابعة لمحافظة لحج، بلغ تعداد سكانها 124 نسمة حسب تعداد اليمن لعام 2004.